# Julius Lange (konstnär)

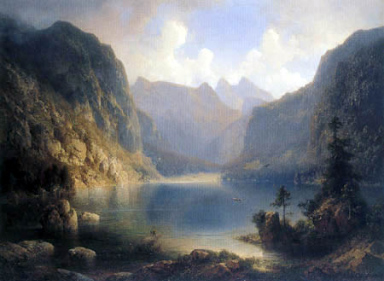
Langes Alpenseepanorama, 1859.

Julius Lange, född den 17 augusti 1817 i Darmstadt, död den 25 juni 1878 i München, var en tysk målare, bror till Ludwig Lange. 
Lange studerade under Johann Wilhelm Schirmer i Düsseldorf och var senare bosatt i München och någon tid i Milano. Han blev hovmålare hos Ludvig II. Hans specialitet var alpnaturen. Lange är representerad av tre alplandskap i nya pinakoteket, München. 